# (26937) Makimiyamoto
(26937) Makimiyamoto (1997 FQ1) – planetoida z pasa głównego asteroid okrążająca Słońce w ciągu 3,59 lat w średniej odległości 2,34 j.a. Odkryta 31 marca 1997 roku.